# Aimara

Wiphala, bandera del poble aimara

La llengua aimara (aymar aru) pertany al grup quitxuamarà de la família andina-equatorial. El terme aimara és un concepte el qual engloba una dotzena de grups ètnics, alguns dels quals, com el colla i el lupaka, havien format estats independents abans que els inques arribessin al poder.
Segons l'inca Garcilaso de la Vega la província dels aimares, la qual tenia més de trenta llegües de llarg i més de quinze d'amplitud, fou conquerida per l'inca cinquè Káyac Yupanqui. Els aimares o aimaraes comprenien diverses nacions les quals parlaven diversos dialectes de l'aimara.
Els aimaraes, encara que veïns de la cort dels inques, degueren conservar sempre la seva llengua i després que els castellans haguessin conquerit el Perú van menysprear la llengua dels inques i van continuar lliurement parlant la pròpia. No obstant això, en alguns pobles aimaraes es conservava el quítxua en temps de Garcilaso, atès que es diu que els indis estimen els castellans i valoren aquesta llengua cortesana (o quitxua) que aprengueren.
Els actuals aimara es denominen a si mateixos "la nacionalitat qulla" i s'estima que el seu nombre oscil·la entre el mig milió i el milió i mig de persones. Viuen principalment a Bolívia i Perú, sobretot a l'altiplà del Titicaca.

## Nombre de parlants
Les xifres segons els llocs on es parla la llengua serien les següents: n'hi ha uns 330.000 al Perú (cens 1972), uns 30.000 a Xile i la resta (uns 1.140.000) a Bolívia (estimacions). A Xile gairebé tots són bilingües; al Perú un 60% ho són, a Bolívia un 45%, i són força superiors els percentatges entre el sexe masculí i en la generació jove. Això no obstant, al Perú i Bolívia els percentatges donats sobre bilingüisme s'han de prendre en el sentit més ample del terme: gairebé sempre es tracta de bilingües subordinats, amb nivells a voltes molt elementals de proficiència al castellà. Aqueix segon idioma s'adquireix a l'escola (si es tracta de la generació jove), al quarter o als contactes regulars o ocasionals amb la ciutat. Per això mateix s'empra en contexts relativament limitats. Però, pel seu prestigi dominant, els aimares tendiran a emprar poc el castellà que saben davant els estranys i a identificar-se com a bilingües als censos. A part de Xile, les regions més bilingües són, evidentment, les ciutats i la seva rodalia, i també, les regions que més s'han incorporat a una economia de mercat, com les "Yungas" i les zones de colonització.
Fora de Xile, el nombre de parlants d'aimara en xifres relatives disminueix amb relació al total de cada país. Avui dia els aimares representen el 3% del Perú (però el 40% de les regions de Puno i Tacna) i el 25% de Bolívia però el 80% dels departaments de La Paz i d'Oruro. La principal ciutat de parla aimara és La Paz, on aproximadament un 40% de la població (640.000) parla aimara, i la proporció arriba a més del 90% a alguns barris.

### Perú

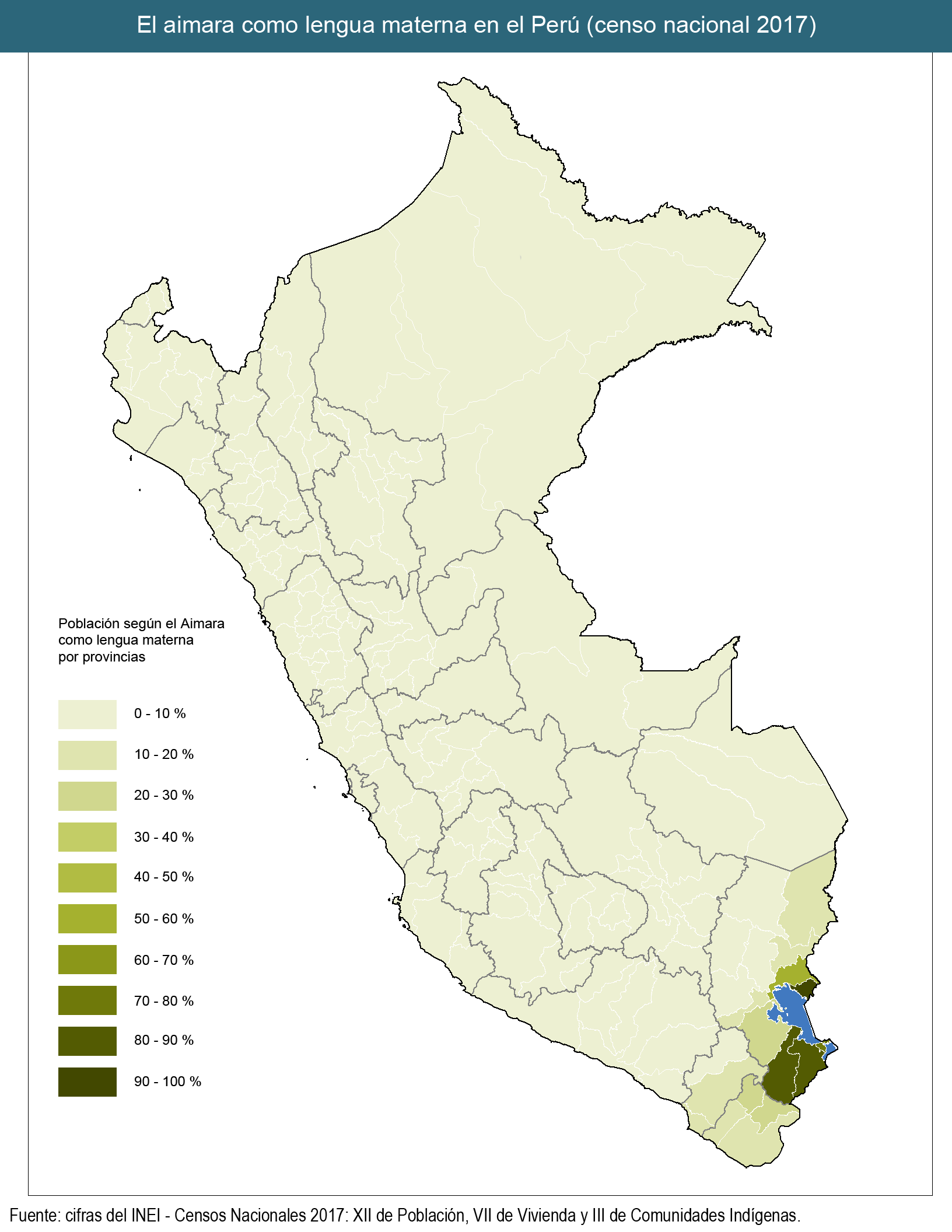
Parlants d'aimara al cens peruà de 2017

Segons el cens del Perú del 2017 hi havia 444.389 parlants d'aimara al Perú, repartits entre les diferents regions:
| UBIGEO | Departament   | Població  | Població          | Població              | Ubicació |
| UBIGEO | Departament   | Cens 2017 | Parlants d'aimara | Parlants d'aimara (%) | Ubicació |
| ------ | ------------- | --------- | ----------------- | --------------------- | -------- |
| 1      | Amazonas      | 379.384   | 48                | 0,0 %                 |          |
| 2      | Áncash        | 1.083.519 | 296               | 0,0 %                 |          |
| 3      | Apurímac      | 405.759   | 657               | 0,2 %                 |          |
| 4      | Arequipa      | 1.382.730 | 26.737            | 2,1 %                 |          |
| 5      | Ayacucho      | 616.176   | 668               | 0,1 %                 |          |
| 6      | Cajamarca     | 1.341.012 | 110               | 0,0 %                 |          |
| 7      | Callao        | 994.494   | 3.336             | 0,4 %                 |          |
| 8      | Cusco         | 1.205.527 | 2.656             | 0,2 %                 |          |
| 9      | Huancavelica  | 347.639   | 92                | 0,0 %                 |          |
| 10     | Huánuco       | 721.047   | 283               | 0,0 %                 |          |
| 11     | Ica           | 850.765   | 1.576             | 0,2 %                 |          |
| 12     | Junín         | 1.246.038 | 785               | 0,1 %                 |          |
| 13     | La Libertad   | 1.778.080 | 317               | 0,0 %                 |          |
| 14     | Lambayeque    | 1.197.260 | 248               | 0,0 %                 |          |
| 15     | Lima          | 9.485.405 | 30.669            | 0,3 %                 |          |
| 16     | Loreto        | 883.510   | 127               | 0,0 %                 |          |
| 17     | Madre de Dios | 141.070   | 1.479             | 1,2 %                 |          |
| 18     | Moquegua      | 174.863   | 21.438            | 13,2 %                |          |
| 19     | Pasco         | 254.065   | 181               | 0,0 %                 |          |
| 20     | Piura         | 1.856.809 | 169               | 0,0 %                 |          |
| 21     | Puno          | 1.172.697 | 292.866           | 27,0 %                |          |
| 22     | San Martín    | 813.381   | 115               | 0,0 %                 |          |
| 23     | Tacna         | 329.332   | 59.237            | 19,4 %                |          |
| 24     | Tumbes        | 224.863   | 36                | 0,0 %                 |          |
| 25     | Ucayali       | 496.459   | 263               | 0,0 %                 |          |

### Bolívia

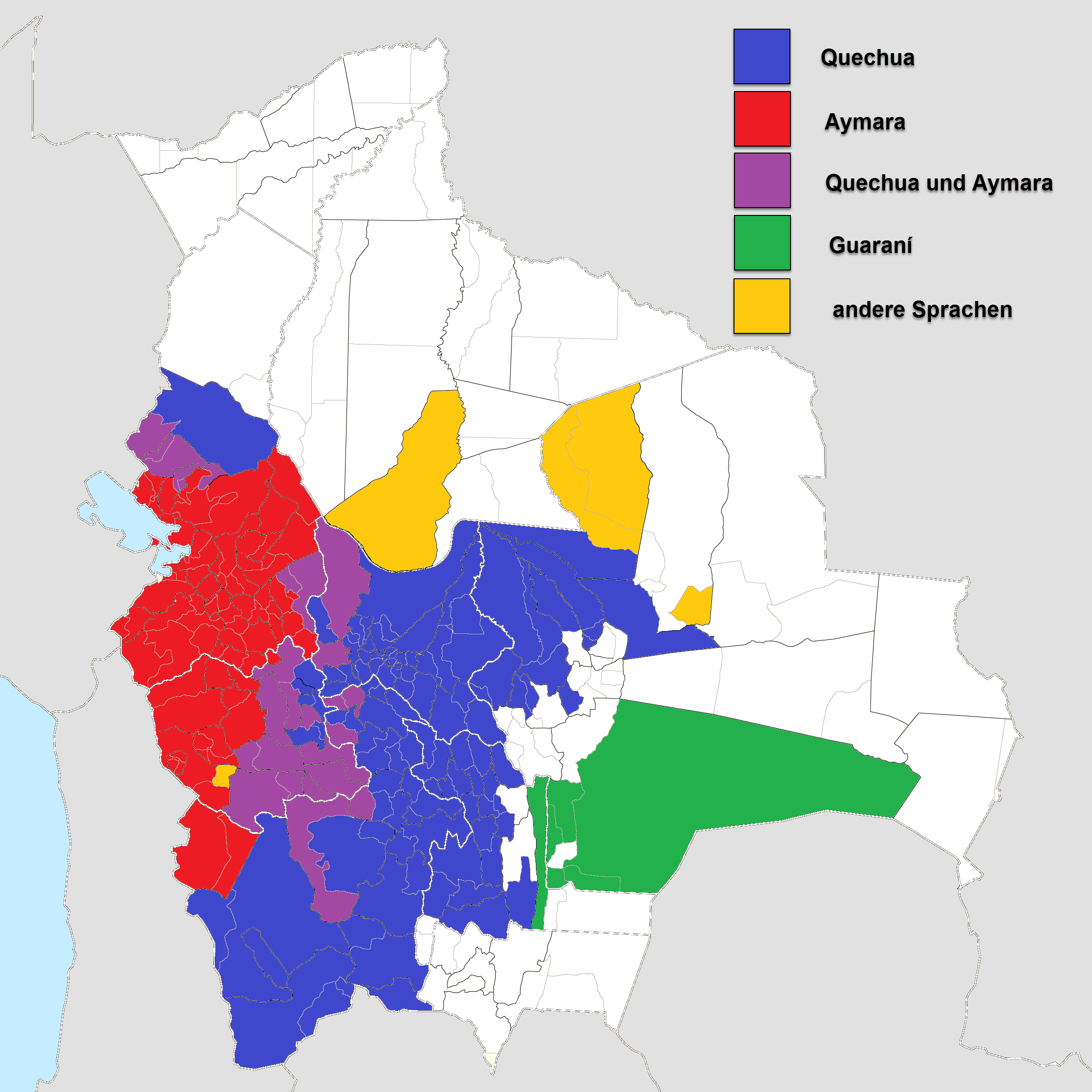
Mapa lingüístic de Bolívia, la zona d'aimara és de color vermell.

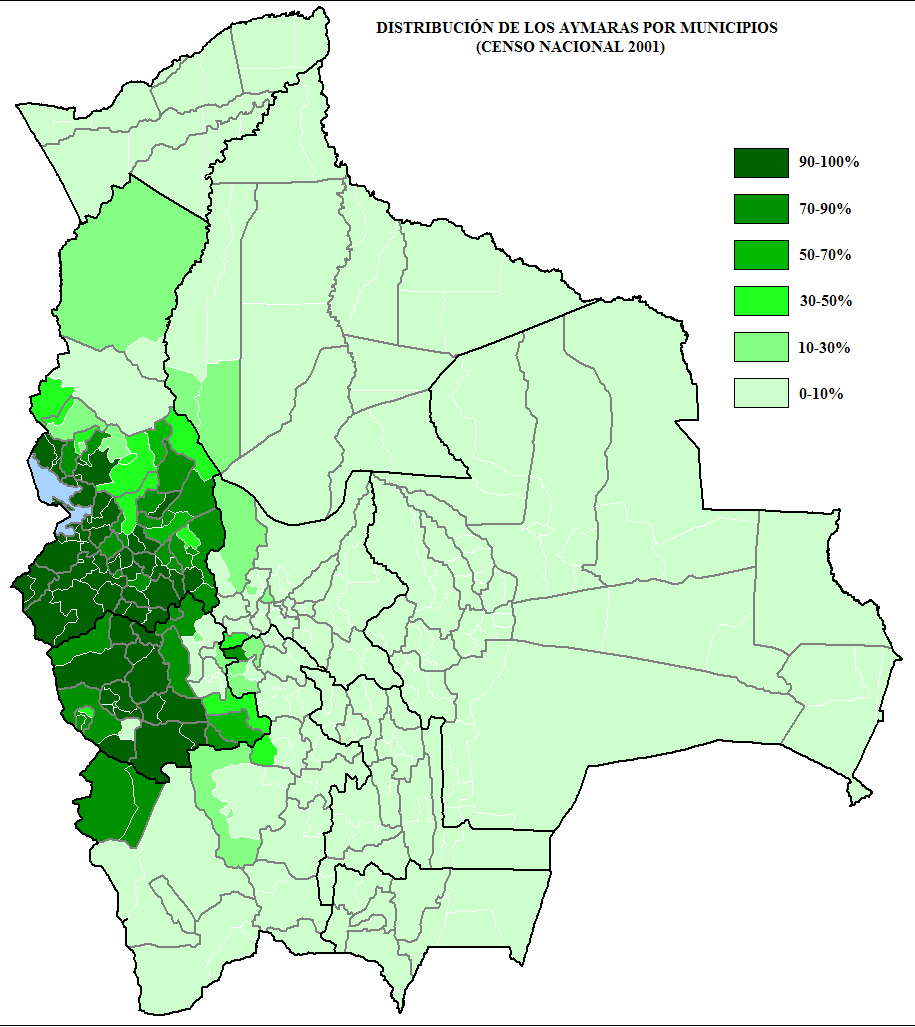
Distribució de l'aimara per municipis

Segons el cens bolivià de 2012 hi havia 1.598.807 persones que es definien com a aimara, de les quals 998.000 parlaven la llengua, l'11,1 % de la població. Es reparteixen en les següents regions:
| Departament | Població  | Població            | Població                | Ubicació |
| Departament | Cens 2012 | Parlants de quítxua | Parlants de quítxua (%) | Ubicació |
| ----------- | --------- | ------------------- | ----------------------- | -------- |
| La Paz      | 2.199.911 | 686.601             | 31,21 %                 |          |
| Oruro       | 388.323   | 64.011              | 16,48 %                 |          |
| Cochabamba  | 1.426.129 | 37.087              | 2,60 %                  |          |
| Potosí      | 676.390   | 21.738              | 3,21 %                  |          |
| Santa Cruz  | 1.913.160 | 18.801              | 0,90 %                  |          |
| Beni        | 261.500   | 3.445               | 1,31 %                  |          |
| Chuquisaca  | 476.200   | 1.126               | 0,23 %                  |          |
| Pando       | 68.609    | 1.702               | 2,48 %                  |          |
| Tarija      | 372.717   | 2.069               | 0,55 %                  |          |

### Xile

Els aimara de Xile

Segons el cens de Xile del 2017, un total de 156.754 persones s'identificava com a aimara, dels quals només 19.000 parlaven la llengua. Viuen principalment a la Regió d'Arica i Parinacota i a la regió de Tarapacá.

## Etnografia
Una de les races aborígens de l'Amèrica meridional, considerada amb fonament com el poble autòcton de l'altiplà bolivià. Posseí des d'antic un grau de civilització molt superior al de les terres veïnes, però inferior al dels indis de Cuzco, venint a formar amb el temps d'una de les entitats constitutives de l'Imperi Inca. L'indi aimara, ja pur, ja mesclat amb altres races, avui dia existeix en les regions del Nord de l'altiplà bolivià, és de color coure fort, completament barbamec, amb cabells lacis, cara allargada, celles arquejades, i nas deprimida en la base, boca força gran.
Respecte a les tribus autòctones que habitaven l'altiplà abans de la Conquesta d'Amèrica, no existeixen sinó tradicions i dades més o menys versemblants. Si la paraula chulpa com a terme etnogràfic és relativament moderna, tampoc són antigues i originals les tradicions en què els aimares pretenen conservar el rècord de la desaparició de la gent als quals s'aplica el nom de chulpes. D'aquestes tradicions, algunes d'elles llegendàries, es desprèn que els chulpes no eren altra cosa que els antics aimares que els castellans trobaren vivint en les torretes de fang i pedra espargides per l'altiplà bolivià.
Els vestigis més antics de la indústria boliviana es troben al voltant del llac Titicaca, que els aimares consideraven com un lloc sagrat. A més de les torretes o chulpes, els arqueòlegs han trobat d'altres construccions rudimentàries de pedra que anomenen pucaras i cachas. Les “pucaras” són uns petits turons fortificats mitjançant unes línies de pedres grosses dividides en diverses zones concèntriques.
Modernament s'aplica el nom de chacas a les construccions situades en la cima dels anteriors turons. S'han de considerar com altars i estaven constituïdes per diverses pedres grosses verticals tapades amb una o més lloses. Les chulpes més antigues degueren servir preferentment de columnes funeràries i eren de pedra. Aquelles en què el material utilitzat és el fang són de construcció relativament moderna.
Les cases dels indígenes necessàriament eren de la mateixa condició, és a dir, de fang i pedra, car no hi abundava la fusta en l'altiplà ni ofereix resguard a la intempèrie. Les gentilares, nom vulgar dat a les ruïnes de la Serra, no ofereixen grans diferències les unes de les altres, totes són chulpes de parets de pedra més o menys estretes amb el mateix espai interior per a llar. Els cranis masculins presenten en totes elles la mateixa deformitat artificial amb l'esclafament del front; els femenins a penes són disformes. De les dades precedents, es desprèn que els antics habitants d'aquestes construccions eren individus espargits en famílies per la puna i serres sense cap orde de pobles verdaders, com ho indica l'absència de monuments de relativa importància. Els grups de chulpes o primitius aimares guerrejaven entre si o amb els habitants més pròxims, i aquests ensems traficaven o es barallaven amb els seus veïns.

## Arriben els castellans
En aquest estat de coses els trobaren els castellans, Pedro Cieza de León recorregué la reconada del país dels aimares, i malgrat que els seus habitants ja havien modificat els costums pel contacte ocasional amb els cuzqueños, tanmateix, la seva narració justifica aquestes deduccions. Cristóbal Vaca de Castro, que en una carta descriptiva explica els esdeveniments de 1532 a 1552, ho comprova, i la «Relación de Pacaxes» afirma que els aimares vivien en els edificis que avui dia s'anomenen chulpes. Però el que confirma d'una manera indubtable aquesta versió, són les «Ordenanzas» del virrei Francisco de Toledo manant als naturals que s'agrupessin en els pobles formals al voltant d'una missió amb església.
Aquest virrei trobà la puna coberta de xalupes habitades, disseminades sense ordre, edificis aïllats i grups petits, sense cohesió general, hostils entre si i contra els veïns de les parts altes. Per a remeiar aquest estat de segregació foren dictades aquestes ordenances, i amb elles començà la decadència de les chulpes; els seus habitants hagueren de modificar la seva manera de viure, les torretes foren abandonades de mica en mica i caigueren en ruïnes. En aquestes ordenances consta la interessant prohibició d'esclafar el front dels nens mascles, el que prova que fins a finals del segle xvi subsistia aquest ús. Els que defensen un estat de submissió i esclavitud dels aimares a una raça aristocràtica superior, fan notar que la bàrbara costum de deformar els cranis dels nens tenia per única finalitat l'embrutiment d'un poble oprimit, fent-lo incapaç d'intel·lectualitat i resistència metòdica.
A mesura que ens apropem a la regió ocupada antigament pels indis del Cuzco o on hi havia contacte ocasional entre aquests i els aimares, la chulpa presenta una construcció més esmerada. Així succeeix en la regió de Copacabana i en les pampes d'Azángaro. En cap tradició autèntica dels aimares apareix el nom «inca», el que demostra la seva anterioritat al país. A més les conquestes dels inques no varen passar mai del llac Titicaca, sent més enllà nul·la la seva influència. Vers l'Orient els antics aimares penetraren a Yungas i allí es fregaren més o menys hostilment amb les tribus salvatges. Al Nord., els voltants de Charazani estaven i estan habitats per ambdós pobles, quetxua i aimara.

## Els costums dels aimares

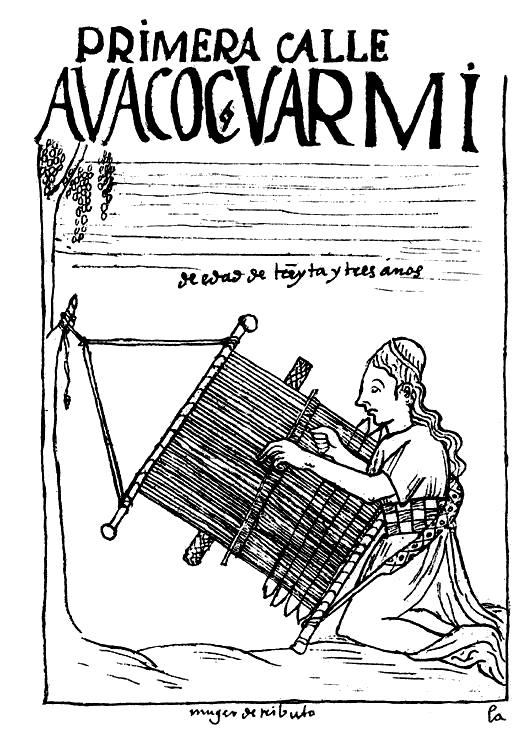
Teixidora aimara

Respecte dels costums primitius dels aimares, sembla que es poden deduir lògicament de les descripcions dels conqueridors en aquella època. Vaca de Castro, Cieza de León i Pedro Pizarro els anomenen quasi sempre pastors, pels ramats de llames que posseïen. També cultivaven la terra en petites porcions, recullin patates, oca, quinoa i blat de moro. Les seves armes eren pedres i ganfarons, lliuis (boles) i instruments de coure. Aquest artefactes i els seus vestits, així com molts altres objectes, han estat trobats en els sepulcres referits. El vestit era de llana grosserament filada i teixida, vestit molt poc diferent del que usen avui dia. Entre les troballes s'han de citar: lluchus (gorres), ponchos (abrics), llijllias (mantes), aguayos (llenç per a càrrega), polleras (faldilles), ojotas (espardenyes de cuiro). Entre els adornaments: topos (arracades de coure), pedres i boletes de pedra, molt escassos adornaments de plata i raríssims d'or. No fem esment dels artefactes de procedència cuzquenya, o sigui de la civilització inca. Els topos servien d'instruments tallants i punxants. Al costat d'aquests s'han trobat ganivets i destrals de coure. La pedra predomina en els instruments d'ús casolà: batans, morters i destrals eren esquist sil·lurià; els lliuis d'hematita o sienita, pedres de la Serra. Sogues de palla, agulles i d'alena d'os, keros, culleres i alguns instruments de filar i teixir de fusta, i finalment, peces de ceràmica casolana de fang.

## L'organització
Vers l'organització dels antics aimares, malgrat que no es coneix de forma gaire perfecta, es creu amb fonament que el clan, sota el nom de ayllu, formava la unitat social dels indígenes. La tribu o comunitat no és sinó una associació tàcita d'ayllus que es regien autònoms. La descendència era materna, els fills seguien el clan de la mare, el casament era exágamo, ningú podia casar-se en l'”ayllu” de la seva procedència materna.
Els antics documents castellans semblen comprovar aquestes fets. La seva religió es reduïa a un fetitxisme complicat, i sembla s'ha de relegar a la categoria de faula el fet d'un culte central, dedicat al Sol. L'aimara considerava la naturalesa sencera com estretament lligada al món espiritual, i cada objecte que cridava la seva atenció era per a ell la forma visible d'un ésser espiritual. D'ací la multitud incalculable d'achachilas o punts d'adoració. Comproven aquests fets les relacions dels pares Molina, Cobo, Calancha, La Paz, Ramos i autors agustins del segle xvii. Com a resultat immediat d'aquest fetitxisme apareixen els bruixots i la medicina indiana fundada en l'art màgic i la classificació dels mitjans auxiliars en malèfics i benèfics. Els aimares s'estenien per tota la clota del Titicaca i per la serra boliviana fins a les planúries d'Orient. Les més cèlebres entre les tribus són les anomenades koyas, umasuyus, pacajis, urus, laricajis, carankas i xarcas.

## Història

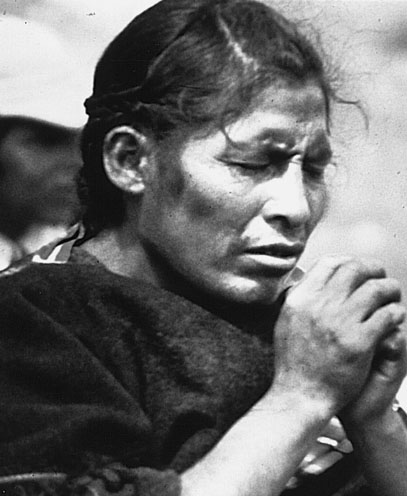
dona aimara orant

Respecte a la història del poble aimara poc es pot afegir al que es dedueix de les anteriors dades que no entrin en el terreny de la pura llegenda. Això no obstant, es conserven algunes tradicions vers la conquista dels inques, i segons ella arribaren els aimares a aconseguir un grau força notable de civilització i vivien independentment quan el 5e. inca Capac Iupanqui determinà atreure'ls per considerar que amb ells hauria d'engrandir extraordinàriament el seu imperi.
A tal fi, després de fracassar diversos intents amistosos, va resoldre sotmetre'ls per la força, i amb un exèrcit de 20.000 homes passà a Apurimac.
Les tribus tractaren de resistir-lo, però convençudes de la seva impotència, es rendiren, oferint a l'emperador or i argent en abundància i acceptant vassallatge. En entrar a formar part de l'Imperi peruà, l'inca reconegué la jerarquia i llinatge de les famílies nobles dels aimares. Capac Iupanqui va aixecar en el seu territori varis dels monuments que van meravellar als castellans en temps de la Conquesta. Entre aquest cal destacar la fortalesa de Fatirca que els conquistadors no dominaren fins després de molt de temps de lluita continua.

## Comencen les revoltes
El 1629 començaren les sublevacions contra els castellans que havien estat ben rebuts per l'odi als inques. El 1780 hi hagué una revolta general dels aimares de l'Oest de Bolívia, però foren totalment sotmesos, degut a l'extensió cada vegada més gran de les comunicacions, encara que aparegueren sempre refractaris a la civilització europea.
L'any 1854 es calculà una població aimara de 441.000 individus, i el 1900 havien disminuït a 353.000. en aquells anys constituïen diverses tribus d'indis sedentaris que habitaven en la part Nord de Bolívia, les variants Est dels Andes bolivians i el territori del Perú veí del llac Titicaca menys l'extremitat Nord, on habiten els quítxues. Els aimares són principalment muntanyencs que viuen en l'alta serra o puna entre la serralada oriental i la carena volcànica costera.
Es dediquen a l'agricultura i el cultiu de la patata i quinues, i en alguns llocs al blat de moro, que prospera a una altura de 3.000 m. també crien llames i alpaques, alguns ramats i asses. Serveixen en les ciutats com a mossos de corda, i pels voltants del llac com a carregadors. Viuen en comunitats o “estancias” autònomes, amb funcionaris executius (hilacat i alcalde) elegits per indicacions dels seus mags i que després confirmen les autoritats civils de Bolívia. La durada d'aquests càrrecs comunament és d'un any. Els aimares paguen un tribut de capitació, però no estan subjectes al servei militar. Alguns d'ells també són artesans. Nominalment són catòlics, malgrat servà no poques restes de l'antiga idolatria en els seus ritus i cerimònies, que amaguen curosament. A principis del segle xx. Nordenskïold (1905), H. Boman (1904), Créqui-Montfort i Sénéchal de la Grange (1903-07) varen fer investigacions arqueològiques i etnogràfiques vers els aimares.

## Mitologia

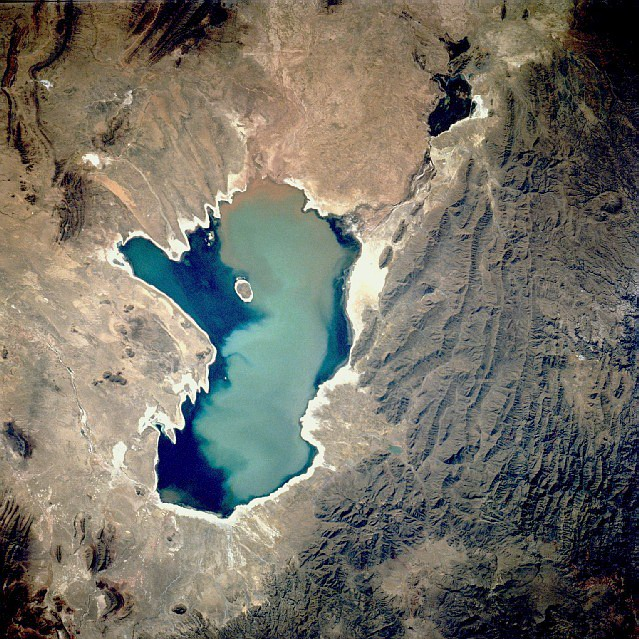
Llac Poopó on fou llençat el déu Tuapaca

Les tradicions religioses dels aimares, malgrat que sovint contradictòries, ofereixen alguns punts dignes d'ésser coneguts. Segons ells, al principi del món, el déu Khunu, irritat pels vicis dels primers homes, envia una gran sequera, convertint la terra en un gran desert i els seus pobladors en animals abjectes. Un altre déu, nomenat Pachacámaj, compadint-se d'ells, donà nova vida als homes restaurant la fertilitat. Altra volta pervertits, de nou es feu sentir la còlera del primer déu amb les plagues d'un diluvi i d'unes persistents tenebres, que acabaren amb la majoria dels vius. Els pocs que se'n salvaren, penedits, elevaren les seves oracions al cel i aparegué els sol per darrere del turó Yuti-Karka, situat en la major illa del llac Titicaca. Llavors un gran profeta, Ticci-huira-Khocha (també nomenat Tuapaca i Arnahua), recorregué el món obrant meravilles i predicant la pietat, l'orde i el treball.
Amagà l'or i l'argent en els llocs més deserts perquè no corrompessin als homes. Oblidades les seves ensenyances a força de temps, es presentà un nou profeta, Taápaj o Tunupa, i veient que no valien els mitjans suaus, emprà el rigor fent ploure foc del cel a Cancha i convertitn els homes en pedres a Tihuanaco (les quals grandioses ruïnes encara presenten a l'admiració del viatger una immensa aglomeració de columnes, pòrtics, estàtues i escultures). Els homes es revoltaren contra el seu profeta, agafat pels illencs de Yuti-Karka, fou empalat i abandonat el seu cadàver sobre un rai que tocà terra a Chaca-marca i aquesta s'obri deixant pas al llac de Puupu (Poopó), on desaparegué per sempre. Deixà emperò obert el canal pel que avui dia desiagua el primer llac vers el segon.

## Acadèmia aimara
Amb aquest nom es fundà a la ciutat de La Paz d'Ayacucho una acadèmia per estudiar l'idioma aimara, reunint totes les dades filològiques assequibles als acadèmics i ampliant els que amb ells es relacionessin. Restà constituïda l'Acadèmia el 29 de desembre de 1900, i en la sessió inaugural se celebrà solemnement en la Universitat el 5 de gener de 1901, llegint el seu president, en Carlos Bravo, un discurs en aimara en que demostrà la riquesa filològica d'aquest idioma i el caràcter onomatopeic de moltes de les seves veus. L'octubre del mateix any començaren els acadèmics, el qual número es fixà en 28, a publicar un butlletí mensual, en el que a més dels informes de caràcter filològic aparegueren els històrics i bibliogràfics referents a la nació aimara, 
| « | nació misteriosa prehistòrica que preexistí a l'Imperi dels inques i fou la primera que assolí un elevat grau de cultura en el Continent sud-americà. | » |

fou nomenat sots-president el Reverend fra Fernando M. de Sangínés, el qual opinà que els aimares dominaren fins a les costes de Xile i Desert d'Atacama i fins més enllà de l'Argentina i Cuzco, potser fins a l'Amèrica Central. Creia, així mateix, que la prova que el poble aimara no era una simple tribu quítxua, està en la persistència del seu idioma a través dels segles i en el fet d'haver-la arribat a parlar més de mig milió d'habitants de la primitiva Amèrica amb gran puresa.